# Чемпіонат світу із шахів серед жінок 2016
Чемпіонат світу з шахів серед жінок 2016 — матч між Марією Музичук, чинною чемпіонкою, та претенденткою на титул — Хоу Іфань.
Матч проходив у Львові (Україна) в період з 1 по 15 березня 2016 року.
Між собою суперниці зустрічались тричі в класичних шахах: одна партія завершилась внічию, у двох інших перемогла Хоу Іфань, граючи чорними.

## Кваліфікація

### Чемпіонат Світу 2015
Чемпіонат світу з шахів 2015 був проведений у Сочі (Росія), починаючи з 15 березня 2015 року. У ньому взяли участь 64 шахістки.
Китаянка Хоу Іфань відмовилась від участі у турнірі та захисту титулу. Гравцем з найвищим рейтингом на турнірі була Гампі Конеру, проте вона вибула у чвертьфіналі. Переможцем стала Марія Музичук, яка була посіяна під восьмим номером, та перемогла у фіналі Наталію Погоніну з рахунком 2,5:1,5.

### Гран-прі 2013/14
Претендентки кваліфікувались на турнір через Гран-прі ФІДЕ 2013-14. Гран-прі складалося з 6 етапів, у 4 з яких взяли участь кожна з учасниць.
Переможницею першого етапу стала Бела Хотенашвілі. Гампі Конеру перемогла на 2-му та 3-му етапі та вийшла в лідери за очками. Після цього Хоу Іфань здобула перемогу на 4-му та 5-му етапах. Перед заключним 6-м етапом лише вона та Конеру мали шанси на загальну перемогу й обидві фаворитки грали на 6-му етапі, що проходив у Шарджі (ОАЕ), з перевагою Гампі над Іфань в 5 очок.
Хоу Іфань, набравши 8½ очок з 11 можливих, поділила перемогу на етапі зі співвітчизницею Цзюй Веньцзюнь. Конеру посіла лише 7-ме місце та відстала у підсумку від китаянки на 85 очок.

## Місце проведення
Процес вибору місця проведення було розпочато в лютому 2015 року. Міста-претенденти мали надіслати свої заявки до ФІДЕ до 20 квітня. Через 20 днів ФІДЕ зобов'язувалось оприлюднити рішення. Проте цього не сталось, охочих приймати фінал не знайшлось.
У червні 2015 року президент ФІДЕ Кірсан Ілюмжинов зустрівся з мером Львова Андрієм Садовим поговорити про можливість проведення матчу.
1 липня 2015 року місто Львів (Україна) було визначено місцем проведення чемпіонського матчу.

## Формат та розклад матчу

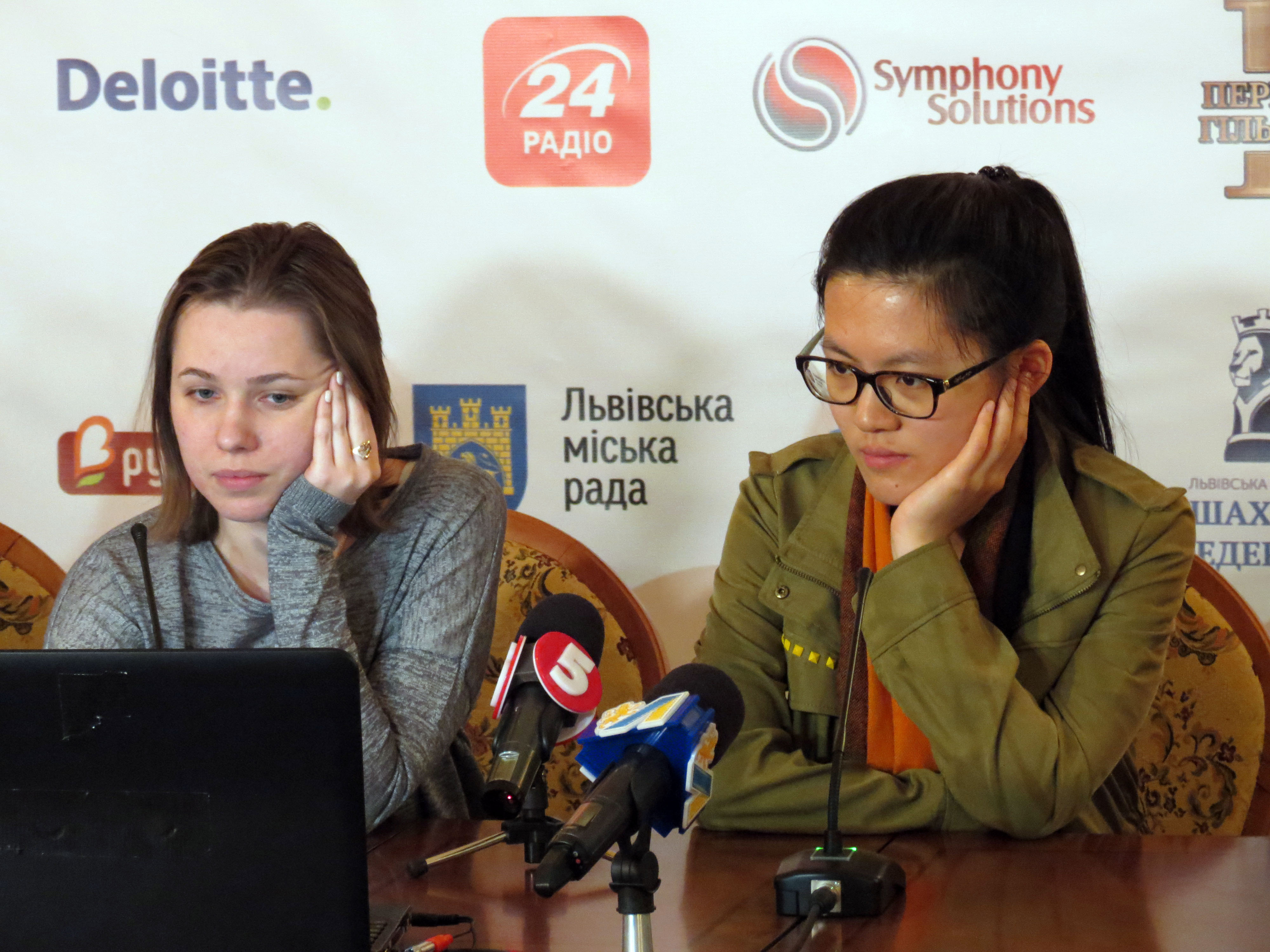
Прес-конференція після закінчення 8 партії

Церемонія відкриття Матчу відбулася о 19:00 1 березня у Львівському театрі опери та балету. А самі змагання — у Палаці Потоцьких (початок партій о 15:00).
Жеребкування відбудеться впродовж церемонії відкриття. Після четвертої партії шахістки міняються кольорами (шахістка, якій випали білі фігури на жеребкуванні, п'яту партію грає чорними).
Контроль часу: 90 хвилин на перші 40 ходів, потім 30 хвилин до кінця гри, з додаванням 30 секунд на кожен хід, починаючи з першого ходу. Якщо рахунок рівний після основних десяти партій, проводять знову жеребкування і чотири тай-брейки по 25 хвилин для кожного гравця з додаванням десяти секунд після кожного ходу.
Якщо рахунок нічийний після чотирьох блискавичних партій, знову відбувається жеребкування та проводять дві партії з контролем часу 5 хвилин та додаванням 3 секунди після кожного ходу. У випадку нічийного рахунку, для визначення переможця проводять ще один матч з двох партій. І якщо переможець досі не визначився, гравці змагаються в «армагедоні».
Призовий фонд цього матчу, який становить 200 тисяч євро, розподіляється таким чином: 60 % переможниці та 40 % — шахістці, що програла після десяти основних партій; якщо переможниця визначилась за підсумками тай-брейків, то розподіл наступний — 55 % на 45 %.[джерело?]
Розклад матчу
| Дата                   | Час      | Партія                      | Місце проведення |
| ---------------------- | -------- | --------------------------- | ---------------- |
| 1 березня (вівторок)   | 19:00    | Церемонія відкриття         | Оперний театр    |
| 2 березня (середа)     | 15:00    | Партія 1                    | Палац Потоцьких  |
| 3 березня (четвер)     | 15:00    | Партія 2                    | Палац Потоцьких  |
| 4 березня (п'ятниця)   | вихідний | вихідний                    | вихідний         |
| 5 березня (субота)     | 15:00    | Партія 3                    | Палац Потоцьких  |
| 6 березня (неділя)     | 15:00    | Партія 4                    | Палац Потоцьких  |
| 7 березня (понеділок)  | вихідний | вихідний                    | вихідний         |
| 8 березня (вівторок)   | 15:00    | Партія 5                    | Палац Потоцьких  |
| 9 березня (середа)     | 15:00    | Партія 6                    | Палац Потоцьких  |
| 10 березня (четвер)    | вихідний | вихідний                    | вихідний         |
| 11 березня (п'ятниця)  | 15:00    | Партія 7                    | Палац Потоцьких  |
| 12 березня (субота)    | 15:00    | Партія 8                    | Палац Потоцьких  |
| 13 березня (неділя)    | вихідний | вихідний                    | вихідний         |
| 14 березня (понеділок) | 15:00    | Партія 9                    | Палац Потоцьких  |
| 15 березня (вівторок)  | вихідний | вихідний                    | вихідний         |
| 16 березня (середа)    | 15:00    | Партія 10                   | Палац Потоцьких  |
| 17 березня (четвер)    | вихідний | вихідний                    | вихідний         |
| 18 березня (п'ятниця)  | 15:00    | Тай-брейк (за необхідності) | Палац Потоцьких  |
| 18 березня (п'ятниця)  | 18:00    | Церемонія закриття          |                  |

## Таблиця матчу
| №                       | Учасниця                | Рейтинг                 | 1                                                  | 2                                                  | 3                                                  | 4                                                  | 5                                                  | 6                                                  | 7                                                  | 8                                                  | 9                                                  | 10 |  | + | − | = | Очки |
| ----------------------- | ----------------------- | ----------------------- | -------------------------------------------------- | -------------------------------------------------- | -------------------------------------------------- | -------------------------------------------------- | -------------------------------------------------- | -------------------------------------------------- | -------------------------------------------------- | -------------------------------------------------- | -------------------------------------------------- | -- |  | - | - | - | ---- |
| 1                       | Марія Музичук           | 2563                    | ½                                                  | 0                                                  | ½                                                  | ½                                                  | ½                                                  | 0                                                  | ½                                                  | ½                                                  | 0                                                  |    |  | 0 | 3 | 6 | 3    |
| 2                       | Хоу Іфань               | 2667                    | ½                                                  | 1                                                  | ½                                                  | ½                                                  | ½                                                  | 1                                                  | ½                                                  | ½                                                  | 1                                                  |    |  | 3 | 0 | 6 | 6    |
| ECO                     | ECO                     | ECO                     | C50                                                | C80                                                | E08                                                | C83                                                | А11                                                | C50                                                | C83                                                | A46                                                | B33                                                |    |  |   |   |   |      |
| Videostream (ukrainian) | Videostream (ukrainian) | Videostream (ukrainian) | -                                                  | -                                                  | 03                                                 | 04                                                 | 05                                                 | 06 [Архівовано 11 березня 2016 у Wayback Machine.] | 07                                                 | 08                                                 | 09                                                 |    |  |   |   |   |      |
| Videostream (english)   | Videostream (english)   | Videostream (english)   | 01 [Архівовано 24 березня 2016 у Wayback Machine.] | 02 [Архівовано 24 березня 2016 у Wayback Machine.] | 03 [Архівовано 24 березня 2016 у Wayback Machine.] | 04 [Архівовано 24 березня 2016 у Wayback Machine.] | 05 [Архівовано 24 березня 2016 у Wayback Machine.] | 06 [Архівовано 11 березня 2016 у Wayback Machine.] | 07 [Архівовано 16 березня 2016 у Wayback Machine.] | 08 [Архівовано 12 березня 2016 у Wayback Machine.] | 09 [Архівовано 24 березня 2016 у Wayback Machine.] |    |  |   |   |   |      |